# Románia himnusza
Deșteaptă-te, române (Ébredj fel, ó, román) a címe Románia jelenlegi nemzeti himnuszának, valamint a Moldovai Köztársaság második himnuszának.

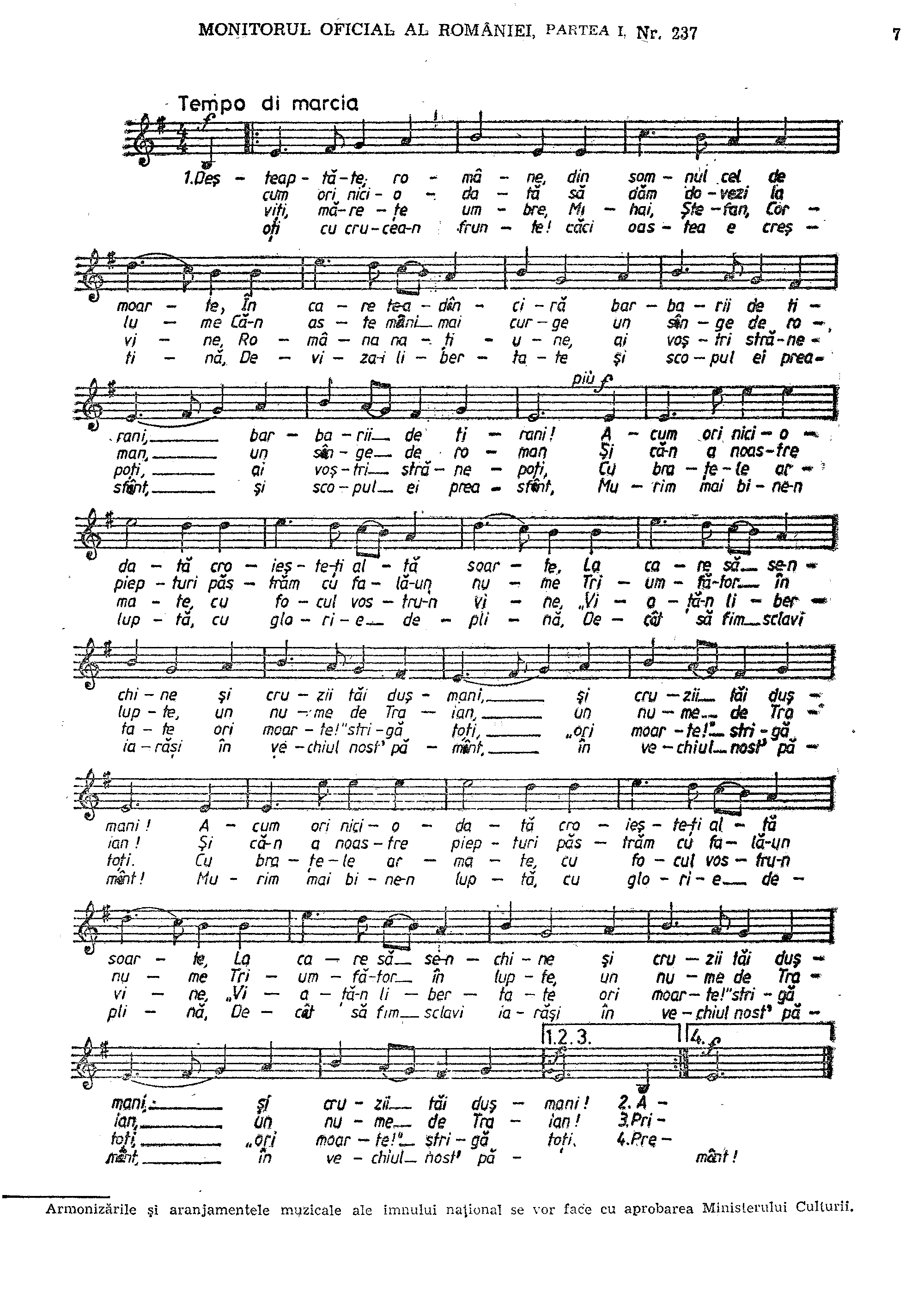
A himnusz kottája és szövege

A himnusz szövegét Andrei Mureșanu (1816–1863) írta, a zenéjét pedig Anton Pann (1797?–1854) komponálta. A dalt először Un răsunet (Visszhang) címen publikálták az 1848-as forradalom alatt, ahol Deșteaptă-te, române néven azonnal a nemzeti mozgalom egyik fő dalává vált.
Legelőször 1848. július 29-én énekelték el egy rendezvény keretében; ezért 1998-ban július 29-ét a román himnusz napjává nyilvánították.
ISWC kódja: T-060.673.804-8

## Alkalmazása
A hatályos, 75/1994 törvény szerint a himnuszt kötelező előadni:
- a hivatalos nemzeti és nemzetközi jellegű ünnepségeken
- a Román Rádió és a Román Televízió napi adásainak kezdetén és végén
- állam- és kormányfők romániai látogatásai alkalmával
- katonai szertartások során
- sportrendezvényeken, melyeken Románia részt vesz
- a Román Parlament üléseinek megnyitóin
- a napi tanítási program kezdetén az általános és középiskolákban (de ezt a gyakorlatban nem tartják be).[3]

## Eredeti szöveg
Deșteaptă-te, române!
Deșteaptă-te, române, din somnul cel de moarte,

În care te-adânciră barbarii de tirani!

Acum ori niciodată croiește-ți altă soarte,

La care să se-nchine și cruzii tăi dușmani!
Acum ori niciodată să dăm dovezi în lume

Că-n aste mâni mai curge un sânge de roman,

Și că-n a noastre piepturi păstrăm cu fală-un nume

Triumfător în lupte, un nume de Traian!
Priviți, mărețe umbre, Mihai, Ștefan, Corvine,

Româna națiune, ai voștri strănepoți,

Cu brațele armate, cu focul vostru-n vine,

„Viață-n libertate ori moarte!” strigă toți.
Preoți, cu crucea-n frunte! căci oastea e creștină,

Deviza-i libertate și scopul ei preasfânt,

Murim mai bine-n luptă, cu glorie deplină,

Decât să fim sclavi iarăși în vechiul nost' pământ!

## Magyar fordítás
Ébredj fel, ó, román
Ébredj fel, ó, román, ébredj halotti álmodból,

Melybe süllyesztettek barbár zsarnokok!

Most vagy soha, teremts magadnak eljövendő sorsot,

Melynek kegyetlen ellenséged is meghajolni fog! 
Most vagy soha, bizonyítsd be a világnak,

Hogy még folyik a római vér ereidben,

És hogy szívünkben még őrzünk büszkén egy nevet,

Csaták győztesét, egy nevet: Traianus!
Nézzétek, ti dicső árnyak: Mihály, István, Mátyás király,

Román nemzet, a ti dédunokáitok,

Felfegyverkezve, a ti tüzetekkel ereinkben

Mind azt kiáltjuk: „Élet szabadon, vagy halál!”
Papok kereszttel az élen! Hisz a had keresztény,

A mottó a szabadság, a cél szent,

Inkább meghalunk csatában, teljes glóriában,

Mint hogy újból rabszolgák legyünk régi földünkön.

## Külső hivatkozások
- A román himnusz honlapja, zenei fájlokkal
- Desteapta-te, romane – MP3 download
- Cikk a himnuszról (Glob-al-Goritmus, 2013. szeptember 30.)
- Ambrus Attila: Szeretem a román himnuszt, Maszol